# HD 160342
Désignations
HD 160342 est une étoile de la constellation de l'Autel. HD 160342 est sa désignation dans le catalogue Henry Draper. Elle a une magnitude apparente de 6,35 et, basé sur un décalage annuel de la parallaxe, elle est distante de 960 années-lumière (293 parsecs) de la Terre.
Avec un type spectral M3 III, c'est une géante rouge évoluée qui est dans la branche asymptotique des géantes. C'est une étoile variable qui est classée comme irrégulière à longue période, bien que des changements de luminosité de 0,112 7 en magnitude à raison de 0,379 43 cycles par jour (une fois tous les 2,6 jours) a été détecté dans la photométrie d'Hipparcos. Elle possède également une désignation d'étoile variable qui est V626 Arae.